# Ossetische Sprache
Die ossetische Sprache (Eigenbezeichnung Ирон ӕвзаг Iron æwsag) oder das Ossetische gehört zu den iranischen Sprachen und damit zur indogermanischen Sprachfamilie. Ossetisch hat etwa 580.000 Sprecher und wird im Kaukasus in der russischen Teilrepublik Nordossetien-Alanien sowie im umstrittenen Südossetien vom Volk der Osseten gesprochen. Darüber hinaus ist es noch unter ossetischen Bevölkerungsgruppen in der Diaspora verbreitet, ebenso wie unter einer kleineren Zahl Nicht-Osseten als Zweitsprache. Es ist eine der wenigen iranischen Sprachen mit größerer Verbreitung im Kaukasus und – neben dem Jaghnobischen – die einzige lebende Sprache aus dem Zweig der nordostiranischen Sprachen.
Zwei Dialekte lassen sich unterscheiden: das verbreitetere Ironische im Osten sowie Digorisch im Westen. Sowohl Ironisch als auch Digorisch besitzen ihre jeweilige Schriftsprache, wobei heutzutage praktisch ausschließlich Ironisch als Schriftsprache verwendet wird.
In Südossetien ist ausschließlich das Ironische verbreitet, und zwar in den drei Unterdialekten Kudarisch (am verbreitetsten), Ksanisch und Urstualisch. Fast alle Osseten sprechen Russisch als Zweitsprache.

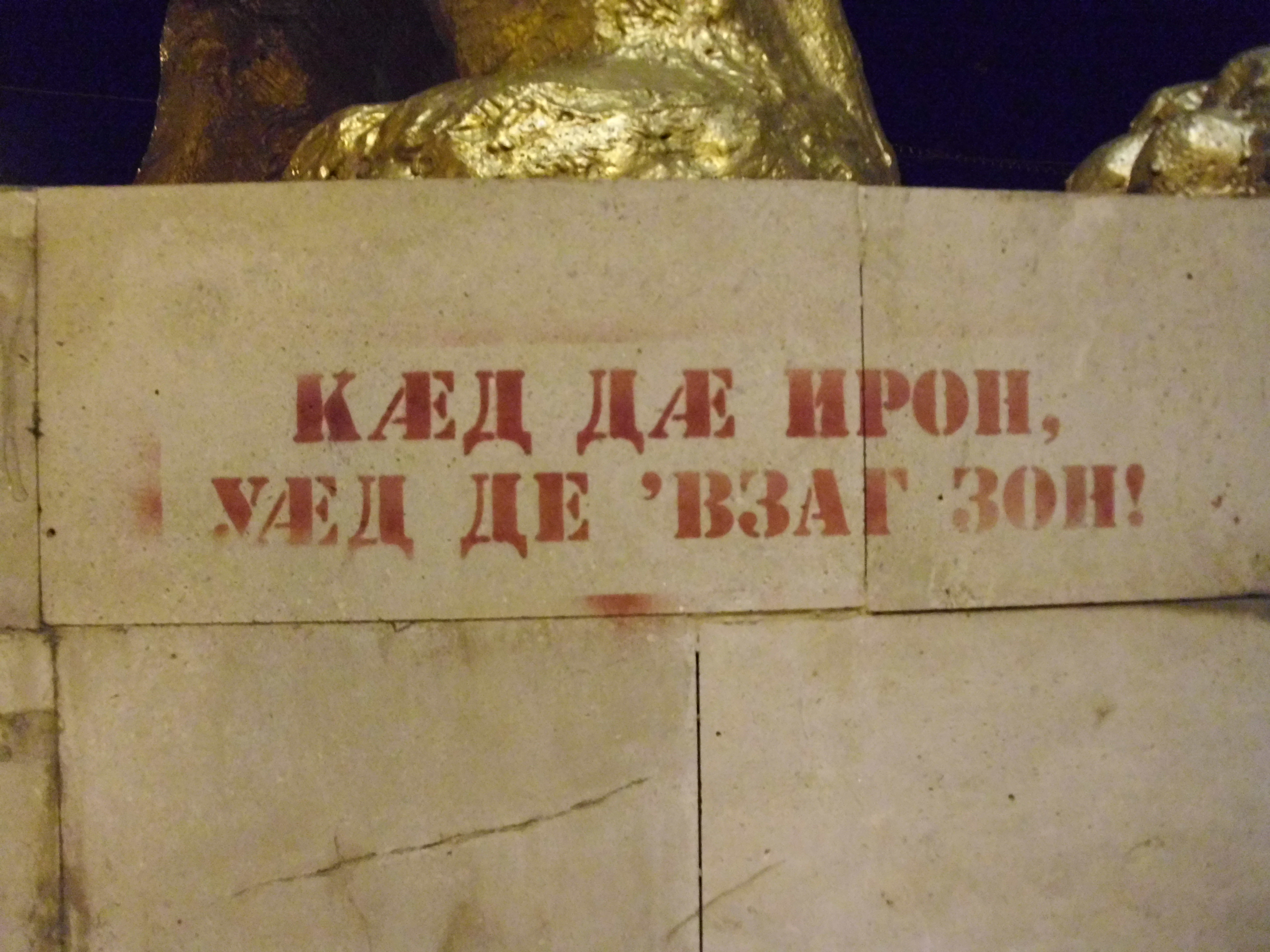
Graffito in Wladikawkas: Wenn Du Ossete bist, kenne deine Sprache!

## Geschichte
Das Ossetische geht auf die Sprache der Alanen zurück, eines Teilstamms der Sarmaten. Ursprünglich weiter nördlich am Fluss Don ansässig, migrierten die Osseten im Mittelalter vor dem Hintergrund häufiger Einfälle der Mongolen in ihr heutiges Siedlungsgebiet. Bereits für diese Zeit sind einzelne schriftliche Zeugnisse in Ossetischer Sprache belegt. Benutzt wurde damals das griechische Alphabet.
Im Allgemeinen war Ossetisch bis in die frühe Neuzeit keine Schriftsprache. Der ossetische Sagen- und Legendenschatz, die Narten, wurde mündlich von Generation zu Generation weitergegeben. Als das Gebiet des heutigen Ossetiens Ende des 18. Jahrhunderts unter russische Herrschaft kam, begannen Missionare das kyrillische Alphabet für das Ossetische zu benutzen. Bis dahin fanden sich nur vereinzelte Schriftzeugnisse dieser Sprache, teils auf Basis des georgischen, seltener auch des griechischen Alphabets. 1798 wurde das erste Buch in ossetischer Sprache gedruckt, ein orthodoxer Katechismus. Eine wichtige Rolle in der Geschichte der Sprache spielte Andreas Johan Sjögren, der 1844 nicht nur die ersten Werke zu Grammatik und Wortschatz des Ossetischen veröffentlichte, sondern erstmals auch ein standardisiertes kyrillisches Alphabet für die Sprache entwickelte. Dieses war zu großen Teilen bereits identisch mit dem heute verwendeten ossetisch-kyrillischen Alphabet. Nach 1844 setzte sich durch Sjögrens Arbeiten das Kyrillische endgültig als Schriftsystem für das Ossetische durch.
Im 19. Jahrhundert entwickelte sich erstmals eine ossetische Literatur, deren vielleicht wichtigster Vertreter Kosta Chetagurow war. Anfang des 20. Jahrhunderts entstand schließlich auch eine eigene Presse auf Ossetisch. In der Phase der Latinisierung in der Sowjetunion wurde die Sprache kurzzeitig mit dem lateinischen Alphabet geschrieben, 1938 aber eine Rückkehr zum Kyrillischen beschlossen. In der Sowjetunion erhielt Ossetisch in der Nordossetischen ASSR und in der Südossetischen AO erstmals den Status einer Amtssprache.
Heute ist Ossetisch Amtssprache in der russischen Teilrepublik Nordossetien-Alanien sowie in Südossetien, einem de facto unabhängigen und von Russland unterstützten Staat, der jedoch international kaum Anerkennung findet. Es gibt heute Presse, Literatur und Fernsehen in ossetischer Sprache.

## Merkmale
Das Lautinventar des im äußersten Nordwesten des Verbreitungsgebietes der iranischen Sprachen gesprochenen Ossetischen ist stark von den umgebenden Kaukasussprachen beeinflusst. Charakteristisch für das heutige ossetische Alphabet ist die Verwendung des Buchstaben Ӕ, der sich in keiner anderen mit kyrillischen Buchstaben geschriebenen Sprache findet.

### Nominalmorphologie
Ossetisch hat sich mit seiner komplexen Grammatik weit von anderen indogermanischen Sprachen entfernt und ist diesen darum in seiner Grammatik nur wenig ähnlich. Zum Beispiel hat sich die grammatische Kategorie Genus aufgelöst, das heißt, es gibt keine maskulinen, femininen oder neutralen Substantive wie im Deutschen.
Zwar verfügt das Kasussystem über acht bis neun Fälle (ähnlich wie das Urindogermanische), jedoch sind davon nur der Nominativ, der Genitiv, der Dativ möglicherweise aus dem Urindogermanischen ererbt. Die übrigen Kasus wurden vermutlich durch Sprachkontakt mit anderen Kaukasussprachen innoviert: Es handelt sich um den Ablativ, den Adessiv, den Äquativ und den Komitativ. Der Inessiv ist in vielen Fällen mit dem Genitiv formgleich. Der Komitativ kommt nicht in allen Dialekten vor.
Ungewöhnlich für eine indogermanische Sprache ist außerdem das Prinzip der Agglutination in der Nominalmorphologie: Kasussuffixe und Numerussuffixe werden aneinandergefügt, so dass jede Kasusform des Plurals am Pluralsuffix -t- erkennbar ist, gleichzeitig aber jede Pluralform über das gleiche Kasussuffix verfügt wie die entsprechende Singularform. Als Beispiel sei das Flexionsparadigma des Substantivs „Kopf“ angeführt:
|           | Singular | Plural    |
| --------- | -------- | --------- |
| Nominativ | sær      | sær-t-æ   |
| Genitiv   | sær-ə    | sær-tə    |
| Dativ     | sær-æn   | sær-t-æn  |
| Allativ   | sær-ma   | sær-t-æm  |
| Ablativ   | sær-æy   | sær-t-æy  |
| Inessiv   | sær-ə    | sær-t-ə   |
| Adessiv   | sær-əl   | sær-t-əl  |
| Äquativ   | sær-aw   | sær-t-aw  |
| Komitativ | sær-imæ  | sær-t-imæ |

Determination als grammatische Kategorie wird nicht generell markiert, sondern nur bei Substantiven mit mehr als einer Silbe: Dort dient die Verschiebung des Wortakzents von einer hinteren auf die erste Silbe als Markierung von Definitheit – Beispiel:
```
færǽt
 „eine Axt“

fǽræt
 „die Axt“
```

### Pronominalsystem
Das Pronominalsystem des Ossetischen ist insofern relativ einfach, als es – anders als das Deutsche – weder nach Genus (er, sie, es) noch nach Sexus (vgl. englisch he, she) differenziert:
|   | Singular | Plural |
| - | -------- | ------ |
| 1 | æz       | max    |
| 2 | də       | semax  |
| 3 | wəy      | wədon  |

### Zeiten
Neben dem Präsens, beinhaltet die Ossetische Sprache auch noch das Präteritum und das Futur, wobei das Präteritum in das transitiv und intransitiv unterteilt wird.

### Endungen

#### Transitiv
1. Person Sg.:-t-on
2. Person Sg.:-t-ā
3. Person Sg.:-t-ā
1. Person Pl.:-t-ām
2. Person Pl.:-t-ān
3. Person Pl.:-t-oy

#### Intransitiv
1. Person Sg.:-tan
2. Person Sg.:-ta
3. Person Sg.:-i,-is
1. Person Pl.:-æstam
2. Person Pl.:-æstut
3. Person Pl.:-æstæ

#### Futur
1. Person Sg.:-зæn-an
2. Person Sg.:-зæn-a
3. Person Sg.:-зen(-is)
1. Person Pl.:-зæ-stam
2. Person Pl.:-зæ-stut
3. Person Pl.:-зæ-stæ

## Schrift

### Heutiges kyrillisches Alphabet

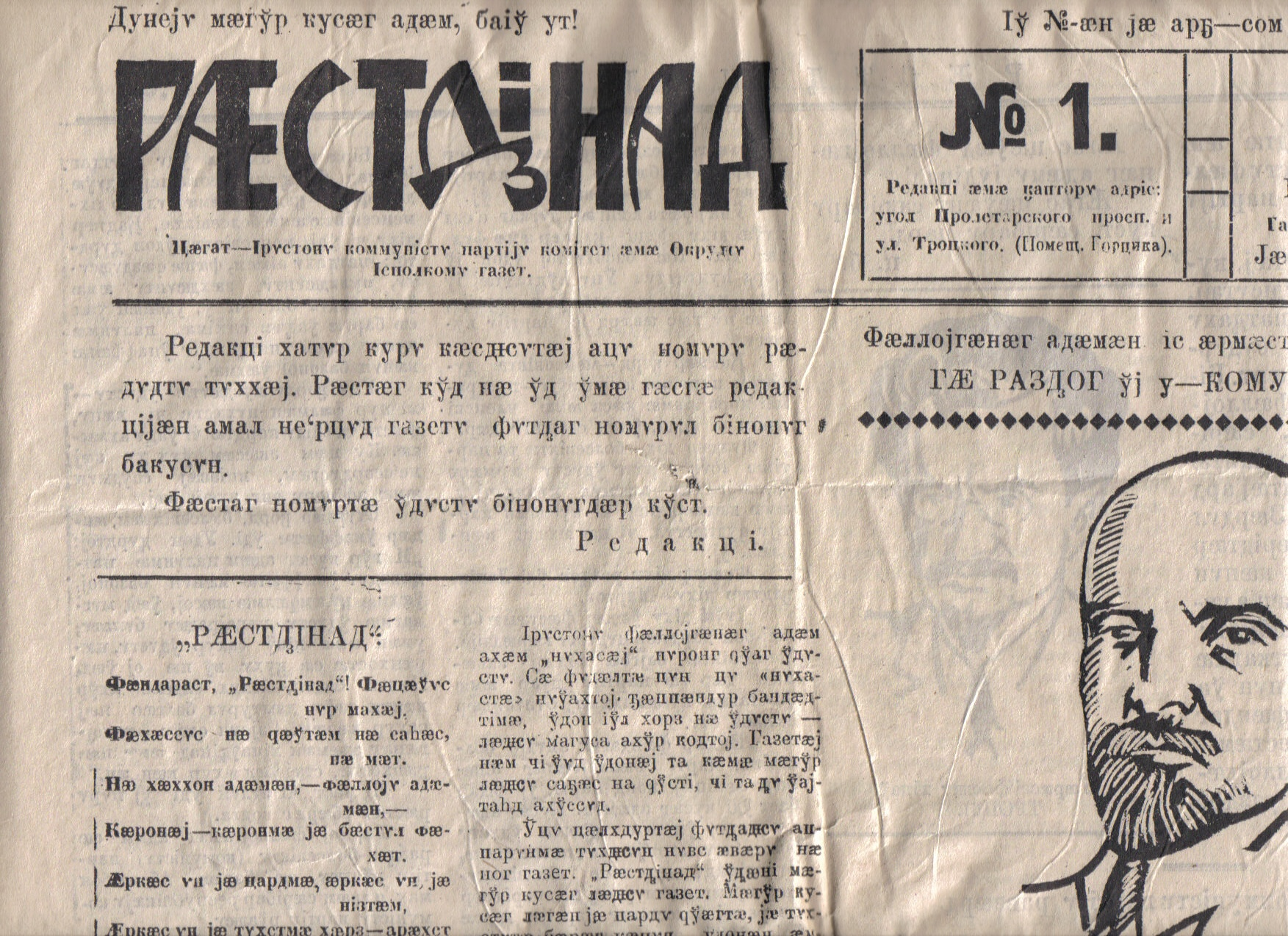
Erstausgabe der Ræstdsinad 1923, einer im ersten kyrillischen Alphabet geschriebenen ossetischen Zeitung

Zur Niederschrift der Sprache wird, mit kurzen Unterbrechungen, seit dem 19. Jahrhundert ein kyrillisches Alphabet verwendet. Dieses wurde ursprünglich 1844 von Andreas Johan Sjögren eingeführt.
In der heutigen ossetisch-kyrillischen Schrift werden 35 Grapheme unterschieden: 26 Konsonanten, 7 Vokale und 2 Diphthonge.
А/а, Ӕ/ӕ, Б/б, В/в, Г/г, Гъ/гъ, Д/д, Дж/дж, Дз/дз, Е/е, Ё/ё, Ж/ж, З/з, И/и, Й/й, К/к, Къ/къ, Л/л, М/м, Н/н, О/о, П/п, Пъ/пъ, Р/р, С/с, Т/т, Тъ/тъ, У/у, Ф/ф, Х/х, Хъ/хъ, Ц/ц, Цъ/цъ, Ч/ч, Чъ/чъ, Ш/ш, Щ/щ, Ъ/ъ, Ы/ы, Ь/ь, Э/э, Ю/ю, Я/я.
Modernes ossetisches Alphabet:
| А а   | Ӕ ӕ   | Б б | В в | Г г   | Гъ гъ | Д д | Дж дж | Дз дз | Е е | Ё ё   |
| Ж ж   | З з   | И и | Й й | К к   | Къ къ | Л л | М м   | Н н   | О о | П п   |
| Пъ пъ | Р р   | С с | Т т | Тъ тъ | У у   | Ф ф | Х х   | Хъ хъ | Ц ц | Цъ цъ |
| Ч ч   | Чъ чъ | Ш ш | Щ щ | Ъ ъ   | Ы ы   | Ь ь | Э э   | Ю ю   | Я я |       |

### Lateinschrift
Von 1923 bis 1937 wurde ein erweitertes Lateinalphabet verwendet, das sich allerdings nicht durchsetzen konnte und wieder durch das kyrillische Alphabet ersetzt wurde (Vgl. Latinisierung in der Sowjetunion)
A/a, Æ/æ, B/b, C/c, Č/č, D/d, E/e, F/f, G/g, H/h, I/i, J/j, K/k, L/l, M/m, N/n, O/o, P/p, Q/q, R/r, S/s, Š/š, T/t, U/u, V/v, X/x, Y/y, Z/z, Ž/ž
| A a | Æ æ   | B b | C c | Ch ch | Č č | Čh čh | D d   | Dz dz | Dž dž | E e |
| F f | G g   | H h | I i | J j   | K k | Kh kh | L l   | M m   | N n   | O o |
| P p | Ph ph | Q q | R r | S s   | Š š | T t   | Th th | U u   | V v   | X x |
| Y y | Z z   |     |     |       |     |       |       |       |       |     |

### Georgische Schrift
Von 1938 bis 1954 wurde während der Zeit des Stalinismus in Südossetien zwangsweise die georgische Schrift zur Wiedergabe des Ossetischen verwendet. Dies betraf jedoch ausschließlich Südossetien, das 1922 der Georgischen SSR angeschlossen worden war, während in Nordossetien gerade die Rückkehr zum kyrillischen Alphabet beschlossen wurde. Die Verwendung des georgischen Alphabets wurde gegen den Widerstand der Bevölkerung durchgesetzt; nach Stalins Tod kehrte man 1954 auch in Südossetien zum kyrillischen Alphabet zurück.
| ა | ბ | ც | დ | ე | ჶ | გ | ღ | ი | ჲ | ქ | ლ | მ |
| ნ | ო | ფ | რ | ს | თ | უ | ვ | ზ | ყ | ხ | ჩ | შ |
| ჟ | ჰ | ჽ | ჷ | წ | ჭ | კ | პ | ტ | ძ | ჯ | ჳ |   |

## Zuordnungstabelle der verschiedenen Alphabete
| Heutiges Alphabet (seit 1938) | Alphabet von Sjögren (1844) | Alphabet von Miller (1881) | Alphabet des Lehrerkongresses (1917) | Latinisiertes Alphabet (1923–1938) | Alphabet auf Basis der georgischen Schrift (Südossetien, 1938–1954) | IPA     |
| ----------------------------- | --------------------------- | -------------------------- | ------------------------------------ | ---------------------------------- | ------------------------------------------------------------------- | ------- |
| А а                           | А а                         | А а                        | А а                                  | A a                                | ა                                                                   | {a}     |
| Ӕ ӕ                           | Ӕ ӕ                         | Ӕ ӕ                        | Ӕ ӕ                                  | Æ æ                                | ჽ                                                                   | {æ}     |
| Б б                           | Б б                         | Б б                        | Б б                                  | B b                                | ბ                                                                   | {b}     |
| В в                           | В в                         | В в                        | В в                                  | V v                                | ვ                                                                   | {v}     |
| Г г                           | Г г                         | Г г                        | Г г                                  | G g                                | გ                                                                   | {g}     |
| Гъ гъ                         | Ҕ ҕ                         | Г̓ г̓                        | H h                                  | Ꜧ ꜧ, H h                           | ღ                                                                   | {ʁ}/{ɦ} |
| Д д                           | Д д                         | Д д                        | Д д                                  | D d                                | დ                                                                   | {d}     |
| Дз дз                         | Ꚉ ꚉ                         | Ꚉ ꚉ                        | Z z                                  | Dz dz                              | ძ                                                                   | {d͡z}    |
| Дж дж                         | Ԫ ԫ                         | Џ џ                        | G g                                  | Dž dž                              | ჯ                                                                   | {d͡ʒ}    |
| Е е                           | Е е                         | Е е                        | Е е                                  | E e                                | ე                                                                   | {je}    |
| Ё ё                           | —                           | —                          | —                                    | —                                  | —                                                                   | {jo}    |
| Ж ж                           | Ж ж                         | Ж ж                        | Ж ж                                  | Ž ž                                | ჟ                                                                   | {ʒ}     |
| З з                           | З з                         | З з                        | З з                                  | Z z                                | ზ                                                                   | {z}     |
| И и                           | І і                         | І і                        | І і                                  | I i                                | ი                                                                   | {i}     |
| Й й                           | Ј ј                         | Ј ј                        | Ј ј                                  | J j                                | ჲ                                                                   | {j}     |
| К к                           | К к                         | К к                        | К к                                  | K k                                | ქ                                                                   | {k}     |
| Къ къ                         | Ӄ ӄ                         | К̓ к̓                        | Ӄ ӄ                                  | Kh kh                              | კ                                                                   | {kʼ}    |
| Л л                           | Л л                         | Л л                        | Л л                                  | L l                                | ლ                                                                   | {l}     |
| М м                           | М м                         | М м                        | М м                                  | M m                                | მ                                                                   | {m}     |
| Н н                           | Н н                         | Н н                        | Н н                                  | N n                                | ნ                                                                   | {n}     |
| О о                           | О о                         | О о                        | О о                                  | O o                                | ო                                                                   | {o}     |
| П п                           | П п                         | П п                        | П п                                  | P p                                | ფ                                                                   | {p}     |
| Пъ пъ                         | Ҧ ҧ                         | П̓ п̓                        | Ҧ ҧ                                  | Ph ph                              | პ                                                                   | {pʼ}    |
| Р р                           | Р р                         | Р р                        | Р р                                  | R r                                | რ                                                                   | {r}     |
| С с                           | С с                         | С с                        | С с                                  | S s                                | ს                                                                   | {s}     |
| Т т                           | Т т                         | Т т                        | Т т                                  | T t                                | თ                                                                   | {t}     |
| Тъ тъ                         | Ꚋ ꚋ                         | Т̓ т̓                        | Ꚋ ꚋ                                  | Th th                              | ტ                                                                   | {tʼ}    |
| У у                           | У у, Ў ў                    | У у, Ў ў                   | У у, Ў ў                             | U u, W w                           | უ, ჳ                                                                | {u}/{w} |
| Ф ф                           | Ф ф                         | Ф ф                        | Ф ф                                  | F f                                | ჶ                                                                   | {f}     |
| Х х                           | Х х                         | Х х                        | Х х                                  | X x                                | ხ                                                                   | {χ}     |
| Хъ хъ                         | Ԛ ԛ                         | Ԛ ԛ                        | Ԛ ԛ                                  | Q q                                | ყ                                                                   | {q}     |
| Ц ц                           | Ц ц                         | Ц ц                        | Ц ц                                  | C c                                | ც                                                                   | {t͡s}    |
| Цъ цъ                         | Ҵ ҵ                         | Ц̓ ц̓                        | Ҵ ҵ                                  | Ch ch                              | წ                                                                   | {t͡sʼ}   |
| Ч ч                           | Ч ч                         | Ч ч                        | Ч ч                                  | Č č                                | ჩ                                                                   | {t͡ʃ}    |
| Чъ чъ                         | Ꚓ ꚓ                         | Ч̓ ч̓                        | Ꚓ ꚓ                                  | Čh čh                              | ჭ                                                                   | {t͡ʃʼ}   |
| Ш ш                           | Ш ш                         | —                          | —                                    | Š š                                | შ                                                                   | {ʃ}     |
| Щ щ                           | —                           | —                          | —                                    | —                                  | —                                                                   | {ɕ}     |
| ъ                             | —                           | —                          | —                                    | —                                  | —                                                                   | —       |
| Ы ы                           | Ѵ ѵ                         | Ѵ ѵ                        | Ѵ ѵ                                  | Y y                                | ჷ                                                                   | {ə}     |
| ь                             | —                           | —                          | —                                    | —                                  | —                                                                   | —       |
| Э э                           | —                           | —                          | —                                    | —                                  | —                                                                   | {ɛ}     |
| Ю ю                           | —                           | —                          | —                                    | —                                  | —                                                                   | {ju}    |
| Я я                           | —                           | —                          | —                                    | —                                  | —                                                                   | {ja}    |